# Jan (luna)
Janus  (grško Ιανός: Ianós) je Saturnov notranji naravni satelit.

## Odkritje
Luno Janus je prvi opazil Audouin Dollfus 15. decembra 1966 .. Dobila je začasno oznako S/1966 S 2. Pred njim je luno že posnel Jean Texereau, ki pa ni vedel, da je posnel novo nebesno telo. 18. decembra istega leta je Richard Walker prav tako posnel podobno telo, za katero pa se je pozneje izkazalo, da je luna Epimetej.. Šele 12 let pozneje so potrdili, da posnetki iz leta 1966 pravzaprav kažejo dve različni luni, ki imata podobni tirnici . 
Luno so večkrat opazili, tako da je dobila več začasnih oznak. Zaznal jo je Pioneer 11 ko je 1. septembra 1977 letel mimo Saturna. Takrat so ji dali oznako S/1977 S 2. Opazili so jo še leta 1980, dobila je oznako S/1980 S 1. Pozneje pa še oznako S/1980 S 2. Sonda Voyager 1 je končno potrdila obstoj lune 1. marca leta 1980.
Ime je dobila leta 1983  po rimskem bogu Janusu, ki je imel dva obraza. Istega leta je dobil ime tudi Epimetej.

## Tirnica
Janus in Epimetej sta sotirna satelita, kar pomeni, da se gibljeta skoraj po enakih tirnicah. Trenutno (2007) je Janus bliže Saturnu, zato ima tudi večjo hitrost in dohiteva Epimeteja. Njuni tirnici se v polmeru razlikujeta samo za 50 km. Polmer Janusa je okoli 178 km, Epimetej pa ima polmer okoli 115 km. To bi pomenilo, da bi lahko prišlo do trka med njima. Ko notranja luna dohiti zunanjo se zgodi zelo zanimiv pojav. Njuno medsebojno težnostno delovanje povzroči, da se notranji luni poveča polmer tirnice (in zmanjša hitrost), zunanji pa se zmanjša polmer tirnice (in poveča hitrost). Na ta način obe luni izmenjata tirnici. Trka med njima ni. Zopet se gibljeta vsaka po svoji tirnici, ne da bi prišli druga drugi preblizu. Najbliže si prideta na 10.000 km. Ta menjava tirnic se zgodi vsaka 4 leta. Zadnja menjava je bila 21. januarja 2006,. Naslednja pa bo leta 2010.

## Lastnosti
Luna Janus ima večje število kraterjev, ki so veliki tudi do 30 km. Izgleda kot da je površina lune starejša od površine na Prometeju, toda mlajša od površine na Pandori. Zaradi nizke gostote je luna verjetno zelo porozna.

## Obroč Janusa/Epimeteja
Zelo šibek obroč se pojavlja na področju, ki ga pokrivata luni Janus in Epimetej. Obroč je posnela sonda Cassini-Huygens leta 2006. Širok je okoli 5.000 km .. Izvor obroča so verjetno delci, ki se pri padcih meteoritov, izvržejo s površine lun. Obroč Janusa/Epimeteja je sestavni del Saturnovega F obroča.